# إسلام أباد (سردشت)
إسلام أباد هي قرية في مقاطعة سردشت، إيران. عدد سكان هذه القرية هو 942 في سنة 2006.